# S-(idrossimetil)glutatione deidrogenasi
La S-(idrossimetil)glutatione deidrogenasi è un enzima appartenente alla classe delle ossidoreduttasi, che catalizza la seguente reazione:
S-(idrossimetil)glutatione + NAD(P)+ ⇄ S-formilglutatione + NAD(P)H + H+
Il substrato, S-(idrossimetil)glutatione, si forma spontaneamente dal glutatione e formaldeide; la sua percentuale di formazione è aumentata, in alcuni batteri dalla presenza della S-(idrossimetil)glutatione sintasi.  Questo enzima genera una parte della via che detossifica la formaldeide poiché il prodotto è idrolizzato dalla S-formilglutatione idrolasi. L'enzima umano proviene dalla famiglia delle alcol deidrogenasi (zinco-dipendenti). Riduce specificamente anche il S-nitrosilglutatione.